# Strobilanthes articulata
Strobilanthes articulata är en akantusväxtart som beskrevs av Inday. Strobilanthes articulata ingår i släktet Strobilanthes och familjen akantusväxter. Inga underarter finns listade i Catalogue of Life.